# Alejandro Guarello
Alejandro Patricio Guarello Finlay (Viña del Mar, 21 de agosto de 1951) es un compositor y director de orquesta chileno que ha creado más de 70 obras de distintos géneros instrumentales y vocales, de cámara y sinfónicos, las cuales han sido editadas tanto en su país como en los Estados Unidos, Europa y Japón. Sus composiciones han merecido numerosos premios, como el Festivales de Música Chilena (1979), el del Conservatorio de París (1984) y otros.

## Biografía
Ingresó a estudiar música en la Universidad Católica de Valparaíso en 1971. Cuatro años más tarde siguió con clases particulares del maestro Cirilo Vila, con quien continuó su carrera como alumno en la Licenciatura en Composición de la Facultad de Artes de la Universidad de Chile (1977-1982).
En ese período le fue encomendada, en conjunto con el Grupo Ortiga, la composición de la música de la Cantata de los Derechos Humanos, con textos del sacerdote Esteban Gumucio Vives. La obra fue presentada en la Catedral Metropolitana de Santiago el 22 de noviembre de 1978. 
Guarello viajó a Italia entre 1983 y 1985, para perfeccionar sus conocimientos en composición. Gracias a dos becas otorgadas por el gobierno de ese país, estudió en Roma, Siena y Milán, donde tuvo contacto con importantes músicos como Franco Donatoni, Giacomo Manzoni, Luca Lombardi, entre otros.
Publicó su primer disco en 1998, con obras de cámara compuestas entre 1979 y 1996. Desde esa fecha ha publicado varios otros discos con su música como el CD doble Retrospectiva y Nueva Música para Cuerdas 
En enero de 2009, reemplazó en la presidencia de la Sociedad Chilena del Derecho de Autor al cantautor Fernando Ubiergo, puesto en el que fue ratificado en varias oportunidades, hasta 2015, cuando deja el cargo. Además, fue director del Instituto de Música de la Universidad Católica desde 2006 a 2012. Fundador y Director entre 1997 y 2012 de la revista Resonancias.

## Premios y distinciones
- Segundo Premio en el Concurso de Composición 1977, otorgado por Amigos del Arte, con Tritonadas.
- Primer Premio en el Concurso de Composición del Festival de Música Contemporánea 1978 por Simulacros (Agrupación Beethoven y Goethe Institut).
- Premio Festivales de Música Chilena 1979, de la Universidad de Chile, por Variaciones.
- Tercer Premio Concurso Latinoamericano de Cuartetos de Cuerda 1079 con Cuatro piezas (Agrupación Beethoven y Goethe Institut).
- Segundo premio en el Concurso de Composición 1981 de la Universidad Católica de Chile con Transcursos.
- Premio del Conservatorio de París 1984 por Vetro.
- Premio de la Accademia Musicale Chigiana 1984 (Siena, Italia).
- Premio Charles Ives 1999 por ViKaCh I (Instituto Chileno-Norteamericano).
- Premio Consejo Chileno de la Música 2004.
- Premio Orquesta Moderna de Chile. Mejor Compositor VI Temporada de Conciertos 2004 por Dromo.
- Premio a la Música Presidente de la República 2005.
- Medalla de la Universidad Católica (2008).
- Premio Altazor 2009 en la categoría Música docta-clásica por Retri para flauta y piano.
- Premio de Creación Artística Universidad Católica 2013.[4]